# Moldova (rivier)

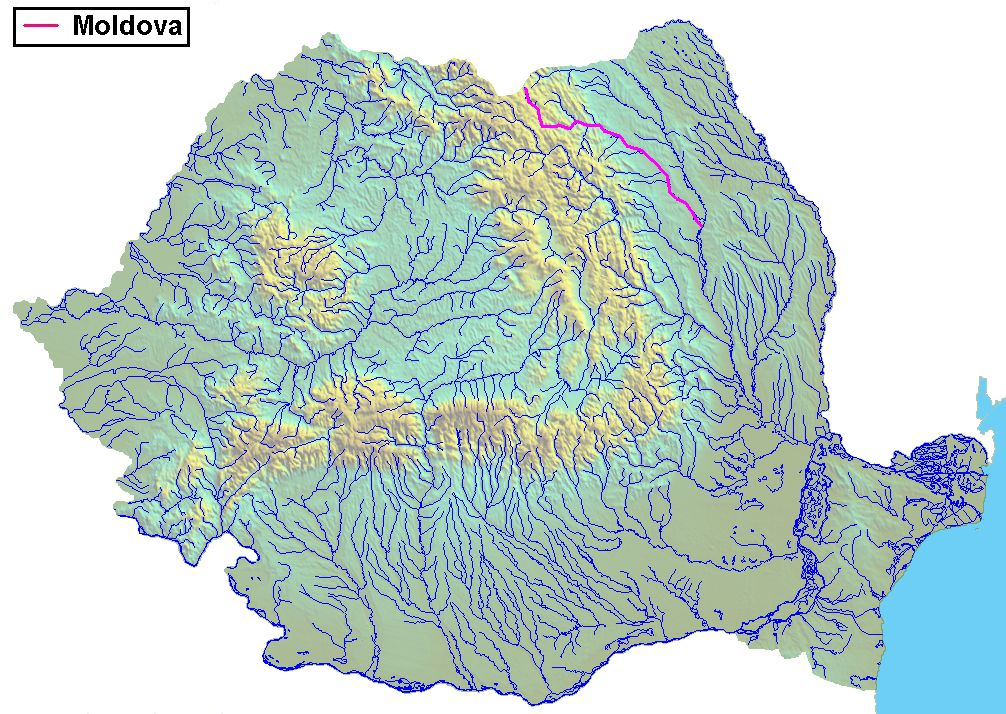
Moldova

Moldova is een rivier in Roemenië die ontspringt in het noorden van Roemenië bij Obcine. De rivier is een zijrivier van de Siret, die verder stroomt naar de Donau. De Moldova stroomt bij Roman in Neamț de Siret in.
In de 14e eeuw gaf de rivier de naam aan het vorstendom en zijn hoofdstad genaamd Târgul Moldovei (tegenwoordig Baia, ook aan de rivier gelegen). Verder liggen de steden Roman en Câmpulung Moldovenesc aan de Moldova.

## Zijrivieren
- Humor, nabij Gura Humorului
- Suha, nabij Frasin
- Moldovița
- Putna
- Colacu, nabij Fundu Moldovei
- Sărata, nabij Răucești

- Gemeinsame Normdatei: 4323992-4
- Virtual International Authority File: 235643451